# Вероника восточная
Вероника восточная (лат. Veronica orientalis) — многолетнее травянистое растение, вид рода Вероника (Veronica) семейства Подорожниковые (Plantaginaceae).

## Распространение и экология
Ареал вида охватывает Крым (от Севастополя до Белогорска в горном Крыму, Яйла) и Переднюю Азию (без Аравийского полуострова).
Произрастает на скалах и каменистых склонах, опушках, лужайках, в кустарниках.

## Ботаническое описание
Корневище деревянистое, длинное. Стебли высотой 10-30 см, коротко курчаво опушённые, реже почти голые.
Листья сидячие, короткие, цельные. Нижние листья продолговатые или ланцетные, с клиновидным основанием, по краю надрезанно-зубчатые, реже цельнокрайные. Верхние — чаще более узкие, ланцетные, самые верхние цельнокрайные.
Кисти в числе 2—4; короткие, рыхловатые, при плодах односторонние, расположенные в пазухах верхних листьев; цветоножки несколько длиннее чашечки, отклонённые. Чашечка с 4—5 неодинаковыми, линейно-ланцетными, туповатыми долями; венчик телесного цвета, красноватый или бледно-голубой, превышает чашечку.
Коробочка железисто-опушенная, с шириной, превышающей длину, обратно-сердцевидная, туповатая, обрубленная на верхушке, у основания почти закруглённая или клиновидная, равна чашечке или несколько превышает её. Семена яйцевидные.

## Классификация

### Представители
В рамках вида выделяют несколько подвидов:
- Veronica orientalis subsp. carduchorum P.H.Davis ex M.A.Fisch. — встречается в Турции (провинции Битлис, Хаккяри).
- Veronica orientalis subsp. nimrodi (Richt. ex Stapf) M. A. Fisch. — встречается в Турции (провинции Адыяман, Диярбакыр, Хатай, Кайсери, Мардин).

- [syn.  Veronica nimrodi Richt. ex Stapf]

- Veronica orientalis subsp. orientalis

- [syn.  Veronica taurica Willd. — Вероника крымская] — встречается в Крыму

### Таксономия
Вид Вероника восточная входит в род Вероника (Veronica) семейства Подорожниковые (Plantaginaceae) порядка Ясноткоцветные (Lamiales).
|  |                                      |  |                                                             |                                                             |                          |  | ещё 21 семейство (согласно Системе APG II) | ещё 21 семейство (согласно Системе APG II) |                        |  |  |  | ещё от 300 до 500 видов |
|  |                                      |  |                                                             |                                                             |                          |  | ещё 21 семейство (согласно Системе APG II) | ещё 21 семейство (согласно Системе APG II) |                        |  |  |  | ещё от 300 до 500 видов |
|  |                                      |  |                                                             | порядок Ясноткоцветные                                      |                          |  |                                            |                                            | род Вероника           |  |  |  |                         |
|  |                                      |  |                                                             | порядок Ясноткоцветные                                      |                          |  |                                            |                                            | род Вероника           |  |  |  |                         |
|  | отдел Цветковые, или Покрытосеменные |  |                                                             |                                                             | семейство Подорожниковые |  |                                            |                                            | вид Вероника восточная |  |  |  |                         |
|  | отдел Цветковые, или Покрытосеменные |  |                                                             |                                                             | семейство Подорожниковые |  |                                            |                                            |                        |  |  |  |                         |
|  |                                      |  | ещё 44 порядка цветковых растений (согласно Системе APG II) | ещё 44 порядка цветковых растений (согласно Системе APG II) |                          |  |                                            | ещё 90 родов                               | ещё 90 родов           |  |  |  |                         |
|  |                                      |  |                                                             | ещё 44 порядка цветковых растений (согласно Системе APG II) |                          |  |                                            |                                            | ещё 90 родов           |  |  |  |                         |